# Rio Longá (vattendrag i Brasilien)
Rio Longá är ett vattendrag i Brasilien.   Det ligger i delstaten Piauí, i den nordöstra delen av landet, 1 500 km norr om huvudstaden Brasília.
Omgivningarna runt Rio Longá är huvudsakligen savann. Runt Rio Longá är det ganska glesbefolkat, med 22 invånare per kvadratkilometer.